# Frajhuby
Frajhuby (deutsch Freihuben) ist eine Wüstung auf dem Gebiet der Gemeinde Oldřišov (Odersch) in Tschechien. Sie liegt sieben Kilometer nördlich von Opava (Troppau) an der polnischen Grenze und gehört zum Okres Opava.

## Geographie
Das erloschene Dorf befindet sich auf einer Anhöhe zwischen dem Pilšťský potok/Ostra (Piltscher Bach) und dem Kateřinský potok (Kathareiner Bach) in der Hlučínská pahorkatina (Hultschiner Hügelland). Nördlich erhebt sich der Pólsko (Huthübel, 313 m n.p.m.).
Umliegende Orte sind Pilszcz (Piltsch) und Pilszcz-Osiedle im Norden, Oldřišov und Služovice (Schlausewitz) im Nordosten, Arnoštov (Ernsthof) im Osten, Pusté Jakartice (Klingebeutel) und Malé Hoštice (Klein Hoschütz) im Südosten, Kateřinky (Katharein) im Süden, Karlovec (Karlsau) und Palhanec (Palhanetz) im Südwesten, Vávrovice (Wawrowitz) und Wiechowice (Wehowitz) im Westen sowie Uciechowice (Auchwitz) und Jabłonka (Klemstein) im Nordwesten.

## Geschichte
Die erste urkundliche Erwähnung der im Herzogtum Troppau gelegenen Siedlung Freyhof erfolgte 1443. Im 16. Jahrhundert erlosch die Ansiedlung. 
Auf der Wüstung ließ die Herrschaft Odersch im 17. Jahrhundert einen Meierhof errichten. Nach dem Ersten Schlesischen Krieg fiel Freihuben 1742 wie fast ganz Schlesien an Preußen; westlich und südlich des Hofes wurde die Grenze zu Österreichisch Schlesien gezogen. 1743 wurde die Einschicht dem neugebildeten Kreis Leobschütz zugeordnet. Im Zuge der Kreisreform vom 1. Januar 1818 wurde Freihuben dem Kreis Ratibor zugewiesen. Der Hof lag an einer Straße von Katharein nach Dirschel, von der eine Allee nach Osten zur Straße nach Klingebeutel führte.
1830 wurde Freihuben als ein zu Odersch gehöriges herrschaftliches Vorwerk beschrieben. Im Jahre 1864 ist Freihuben als zum Rittergut Odersch gehöriges Vorwerk aufgeführt. Ab Mai 1874 gehörten das Vorwerk Freihuben als Teil des Gutsbezirks Odersch zum Amtsbezirk Odersch.
Aufgrund des Versailler Vertrages von 1919 wurde Freihuben am 4. Februar 1920 als Teil des Hultschiner Ländchens der Tschechoslowakei zugeschlagen. Beim Zensus von 1921 wurde Frajhuby/Freihuben als ein zur Gemeinde Oldřišov/Odersch gehöriger Hof erfasst. Im Zuge der Bodenreform von 1923 wurde das dem Unternehmer Max Pinkus gehörige Gut Oldřišov von 1709 ha auf 700 ha verkleinert und in die Restgüter Arnoštov, Frajhuby, Nový dvůr und Oldřišov aufgesplittet.
Nach dem Münchener Abkommen wurde Freihuben am 8. Oktober 1938 zusammen mit dem Hultschiner Ländchen vom Deutschen Reich besetzt. Die Einschicht gehörte nunmehr zum Landkreis Hultschin, der 1939 dem Landkreis Ratibor in der preußischen Provinz Oberschlesien eingegliedert wurde. Am 17. Januar 1939 wurde Freihuben als Teil der Gemeinde Odersch dem wiedererrichteten Amtsbezirk Odersch zugeordnet. Während der Mährisch-Ostrauer Operation wurde Freihuben im April 1945 bei der sowjetischen Offensive auf Troppau zerstört.
Nach dem Ende des Zweiten Weltkriegs kam Frajhuby wieder an die Tschechoslowakei zurück. Wegen der unmittelbaren Nähe zur – nunmehr polnischen – Staatsgrenze erfolgte kein Wiederaufbau des Hofes. Seine Trümmer wurden beseitigt.
Heute ist Frajhuby Teil einer Ackerfläche, zu der von Süden und Osten (die ehemalige Allee) zwei Feldwege führen. Einzig erhaltenes Relikt ist der östlich hinter dem ehemaligen Hof gelegene kleine, von Bäumen umgebene Teich. Im Volksmund wird der Platz als Frajhuzy bezeichnet.